# Юбилейный (Сивинский район)
Юбилейный — поселок в составе Сивинского района в Пермском крае.

## Географическое положение
Поселок расположен в северной части района у автомобильной дороги Пермь-Киров на расстоянии примерно 5 километров на северо-запад по прямой от села Екатерининское.

## Климат
Климат умеренно-континентальный с продолжительной снежной зимой и коротким, умеренно-теплым летом. Среднегодовая температура + 1,7оС. Средняя температура июля составляет +17,7оС, января −15,1оС. Среднее годовое количество осадков составляет 586 мм.

## История
До 2021 года входит в состав Екатерининского сельского поселения Сивинского района. Предполагается, что после упразднения обоих муниципальных образований войдёт в состав Сивинского муниципального округа.

## Население
Постоянное население составляло 148 человека в 2002 году (96 % русские), 151 человек в 2010 году.